# Tanimuca-Retuarã

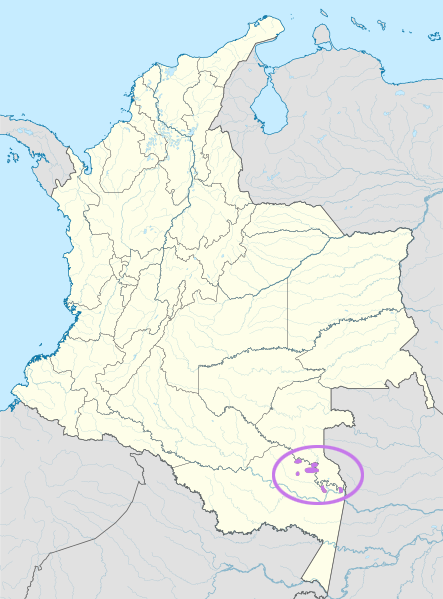
Tanimuca-Retuarã.

Tanimuca-Retuarã (auch: Retuarã; Tanimuca-Retuar; Retuama; Letuama; Letuhama; Ufaina; Uairã) ist eine Sprache, die im Dschungel von Kolumbien gesprochen wird. Sie gehört zur Gruppe der Tucano-Sprachen. Das Sprachgebiet liegt im Amazonasgebiet im Südosten Kolumbiens und teilt sich in vier Regionen.
Die Retuarã-Sprache ist verwandt mit der Tanimuca-Sprache, obwohl sich die beiden Volksgruppen als ethnisch nicht verwandt betrachten.
Die Sprache hat bereits Eingang in den Unicode-Standard gefunden. Dort findet man den Buchstaben Ᵽ. Der ISO 639-3 Code ist: tnc.